# Sunnfjord

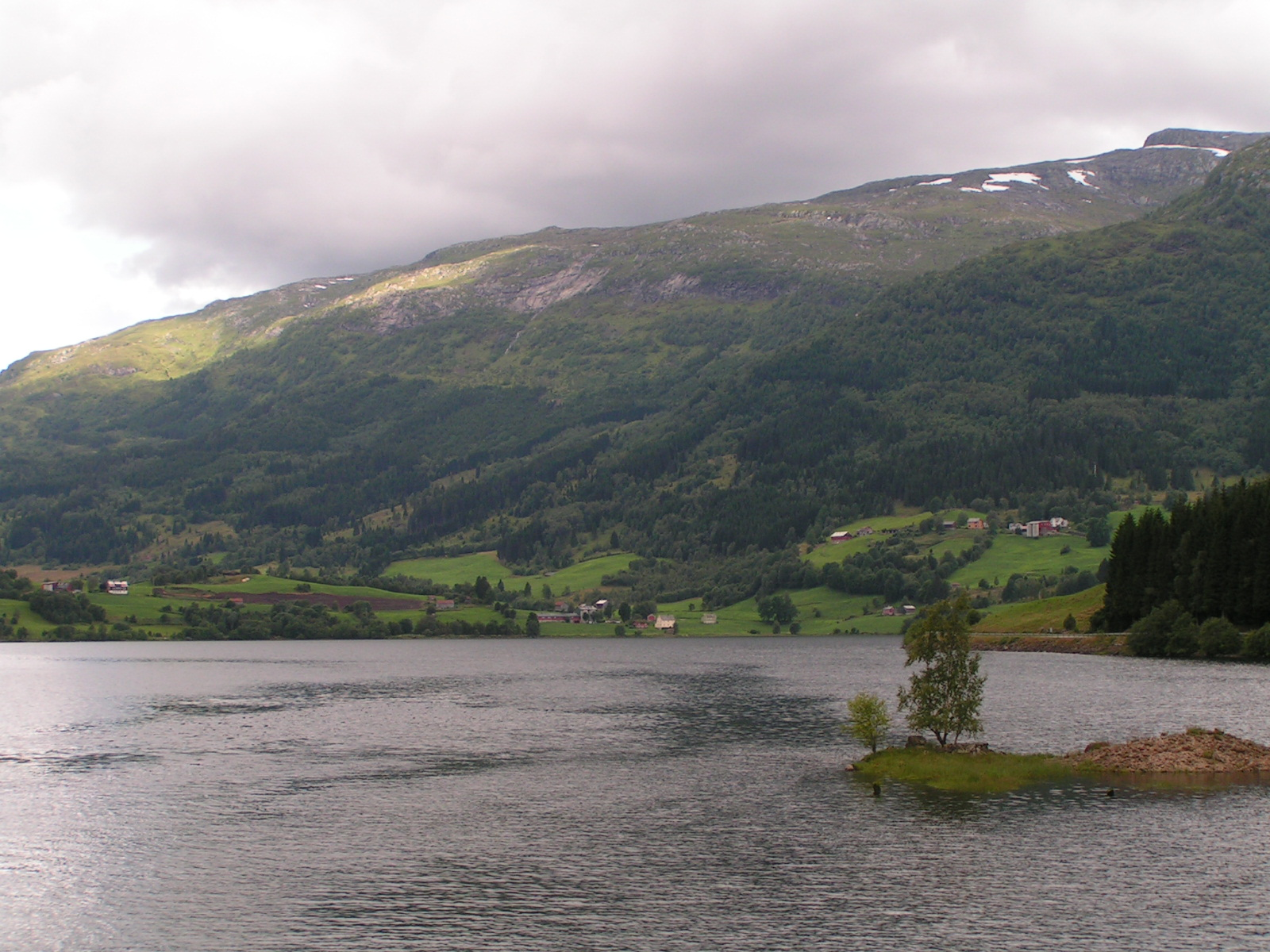
Vista de Viksdalsvatnet, em Gaular, Sunnfjord

Sunnfjord (do norueguês "fiorde do sul") é um distrito tradicional em Vestlandet, na Noruega. Inclui as municipalidades de Askvoll, Fjaler, Flora, Førde, Gaular, Jølster, Naustdal e as partes mais meridionais de Bremanger. Tem uma área de 4.476 km2 e, conforme dados de 2016, tem uma população de 43.324 pessoas, cerca de 39.5% da população do condado de Sogn og Fjordane, um salto dede 31.9% em 1950.